# HSV Solingen-Gräfrath
Der HSV Solingen-Gräfrath ’76 e. V. ist ein Handballverein aus Solingen, benannt nach dem Stadtbezirk Gräfrath. Die erste Frauenmannschaft spielte in der Saison 2023/24 in der 1. Handball-Bundesliga.
Der Verein legt seinen Fokus auf den Frauenhandball. Neben der ersten Mannschaft spielt die zweite Mannschaft in der Oberliga.

## Geschichte
Am Ende der Saison 2018/19 belegte die erste Damenmannschaft den 1. Tabellenplatz in der 3. Liga und stieg in die 2. Bundesliga auf. In der Saison 2019/20 nahmen drei Damenmannschaften (2. Bundesliga, Oberliga und Bezirksliga) sowie drei Herrenmannschaften am Spielbetrieb teil. Die Zweitliga-Mannschaft lag zum Zeitpunkt des Saisonabbruchs aufgrund der COVID-19-Pandemie auf dem letzten Tabellenplatz. Der Abstieg wurde jedoch ausgesetzt, sodass man auch in der Saison 2020/21 in der zweiten Liga spielte.
In der Saison 2022/23 gelang dem HSV die Meisterschaft in der 2. Bundesliga und somit der Aufstieg in die 1. Bundesliga. Nach einer Saison in der Bundesliga trat die Damenmannschaft den Gang in die Zweitklassigkeit an.
Das Handball-Team wurde in Solingen zur Mannschaft des Jahres 1994 und 2023 gewählt. Die Spielerin Mandy Reinarz erhielt den Titel Sportlerin des Jahres 2023.

## Saisonbilanzen seit 2018/19
| Saison  | Spielklasse   | Platz | Spiele | S  | U  | N  | Tore    | Diff. | Punkte |
| ------- | ------------- | ----- | ------ | -- | -- | -- | ------- | ----- | ------ |
| 2018/19 | 3. Liga West  | 01    | 22     | 18 | 01 | 03 | 651:546 | +105  | 37:07  |
| 2019/20 | 2. Bundesliga | 16    | 22     | 03 | 03 | 16 | 573:665 | −092  | 09:35  |
| 2020/21 | 2. Bundesliga | 05    | 26     | 15 | 01 | 10 | 748:697 | +051  | 31:21  |
| 2021/22 | 2. Bundesliga | 04    | 30     | 21 | 01 | 08 | 918:802 | +116  | 43:17  |
| 2022/23 | 2. Bundesliga | 01    | 30     | 22 | 04 | 04 | 914:775 | +139  | 48:12  |
| 2023/24 | Bundesliga    | 13    | 26     | 03 | 03 | 20 | 676:818 | −142  | 09:43  |
| 2024/25 | 2. Bundesliga | 05    | 30     | 19 | 01 | 10 | 864:808 | +056  | 39:21  |

|  | Aufstieg |
|  | Abstieg  |

## Kader für die Saison 2025/26
| Nr. | Name              | Position | Geburtsdatum       |
| --- | ----------------- | -------- | ------------------ |
| 11  | Katja Grewe       | TW       | 20. Dezember 1998  |
| 73  | Liv-Stine Eckardt | TW       | 25. Januar 2005    |
| 01  | Hannah Gutzeit    | RM       | 2. August 2007     |
| 04  | Jennifer Souza    | RM       | 29. September 1999 |
| 08  | Patricia Nikolic  | RR       | 31. August 2004    |
| 09  | Maira Völker      | RM       |                    |
| 10  | Lea Liebetrau     | RM       | 24. April 2005     |
| 13  | Emma Schwitzer    | KM       | 30. März 2004      |
| 14  | Nele Spengler     | LA       | 4. Januar 2007     |
| 15  | Deborah Spatz     | RL       | 24. Februar 1999   |
| 22  | Mia Bomnüter      | RA       | 8. April 2005      |
| 24  | Merit Müller      | RA       | 6. September 2000  |
| 26  | Melina Fabisch    | RR       | 7. September 1992  |
| 31  | Sophie Pickrodt   | KM       | 21. Februar 2004   |
| 77  | Vanessa Brandt    | RL       | 23. Juli 1999      |
| 78  | Frida Heimann     | KM       | 30. Oktober 2006   |
| T   | Jonas Schlender   | Trainer  | 22. Oktober 1994   |

### Transfers zur Saison 2025/26
| Zugänge             | Zugänge         | Zugänge                 |
| Nation              | Name            | abgebender Verein       |
| ------------------- | --------------- | ----------------------- |
| Deutschland         | Jennifer Souza  | TSV Bayer 04 Leverkusen |
| Deutschland         | Maira Völker    | VfL Oldenburg           |
| Deutschland         | Nele Spengler   | TSV Bayer 04 Leverkusen |
| Deutschland         | Sophie Pickrodt | HC Leipzig              |
| Deutschland         | Deborah Spatz   | SG 09 Kirchhof          |
| Deutschland         | Lea Liebetrau   | Bergischer HC           |
| Deutschland         | Frida Heimann   | Borussia Dortmund       |
| Deutschland         | Hannah Gutzeit  | Borussia Dortmund       |
| Stand: 4. Juli 2025 |                 |                         |

| Abgänge                | Abgänge            | Abgänge                |
| Nation                 | Name               |                        |
| ---------------------- | ------------------ | ---------------------- |
| Deutschland            | Lara Karathanassis | Karriereende           |
| Polen                  | Paulina Uścinowicz | Sport-Union Neckarsulm |
| Deutschland            | Carina Senel       | Buxtehuder SV          |
| Deutschland            | Zoe Stens          | BSV Sachsen Zwickau    |
| Niederlande            | Jessie van de Ruit | Ziel unbekannt         |
| Deutschland            | Ronja Bühler       | TG Nürtingen           |
| Deutschland            | Cassandra Nanfack  | Lauenburger SV         |
| Deutschland            | Senanur Gün        | TuS Lintfort           |
| Stand: 14. August 2025 |                    |                        |

## Jugend
Die Jugendarbeit im Verein wird von der Talentschmiede (Förderverein) unterstützt. Die Talentschmiede wurde im Oktober 2009 gegründet, um der Jugendabteilung des HSV Solingen-Gräfrath´76 eine sichere finanzielle Grundlage für ihre Jugendarbeit zu geben. Die strategische Ausrichtung, mit Fokus auf den Mädchenhandball, umfasst zahlreiche Schulkooperationen.
Bereits in der ersten Saison nahmen fünf Jugendmannschaften am Spielbetrieb des Bergischen Handballkreises teil. Zwei Jahre später, in der Spielzeit 2010/11, wurden dann schon elf Jugendteams bis zur weiblichen B-Jugend gemeldet. Zur Spielzeit 2015/16 starteten 19 Teams der mittlerweile rund 250 Kinder umfassenden Abteilung. Großen Zuwachs verzeichnete man vor allem im Bereich der Grundschüler.
Die Talentschmiede hat sich zum Ziel gesetzt, als reiner Förderverein die notwendigen Mittel für die Jugendarbeit zusammenzutragen.